# Larcio Licinio
Larcio Licinio  (Italia romana, c. 30-Hispania romana, c. 70) fue un propretor romano, legado de la Hispania Tarraconense siendo emperador Vespasiano. Formaba parte de la gens Larcia, una antigua familia patricia romana.

## Biografía
Nació en los años 30 del siglo I y estuvo quizá emparentado con Aulo Larcio Lépido.
Alternó sus funciones políticas con una gran dedicación a las letras y la ciencia; de hecho, su nombre fue vinculado por algunos autores a la construcción del acueducto de Segovia, hecho que, si bien coincide en la época, no hay ningún dato fiable que lo corrobore.
Esta dedicación a la ciencia y al conocimiento le hizo interesarse por la obra del naturalista Plinio el Viejo, con quien trabó una gran amistad y a quien llegó a ofrecer la fabulosa suma de 400 000 sestercios por el compendio de estudios que había realizado, aunque Plinio no aceptó.
Precisamente esta curiosidad va unida a la leyenda de su muerte, que se produjo siete días después de visitar las Fuentes Tamáricas, en la Cantabria romana (actual Velilla del Río Carrión, Palencia), sobre las que pesaba el maleficio de que todo aquel que las visitase por primera vez y las encontrase secas fallecería en breve. Plinio plasmó este suceso en su Naturalis Historia con el párrafo:

Las Fuentes Tamáricas en Cantabria sirven de augurio. Son tres, a la distancia de ocho pies. Se juntan en un solo lecho, llevando cada una gran caudal. Suelen estar en seco durante doce días y, a veces, hasta veinte, sin dejar ninguna señal de agua, mientras que otra fuente contigua sigue manando sin interrupción y en abundancia. Es de mal agüero intentar verlas cuando no corren, como le sucedió poco ha al legado Larcio Licinio, quien, después de su pretura, fue a verlas cuando no corrían, y murió a los siete días.